# Замок Кілколган

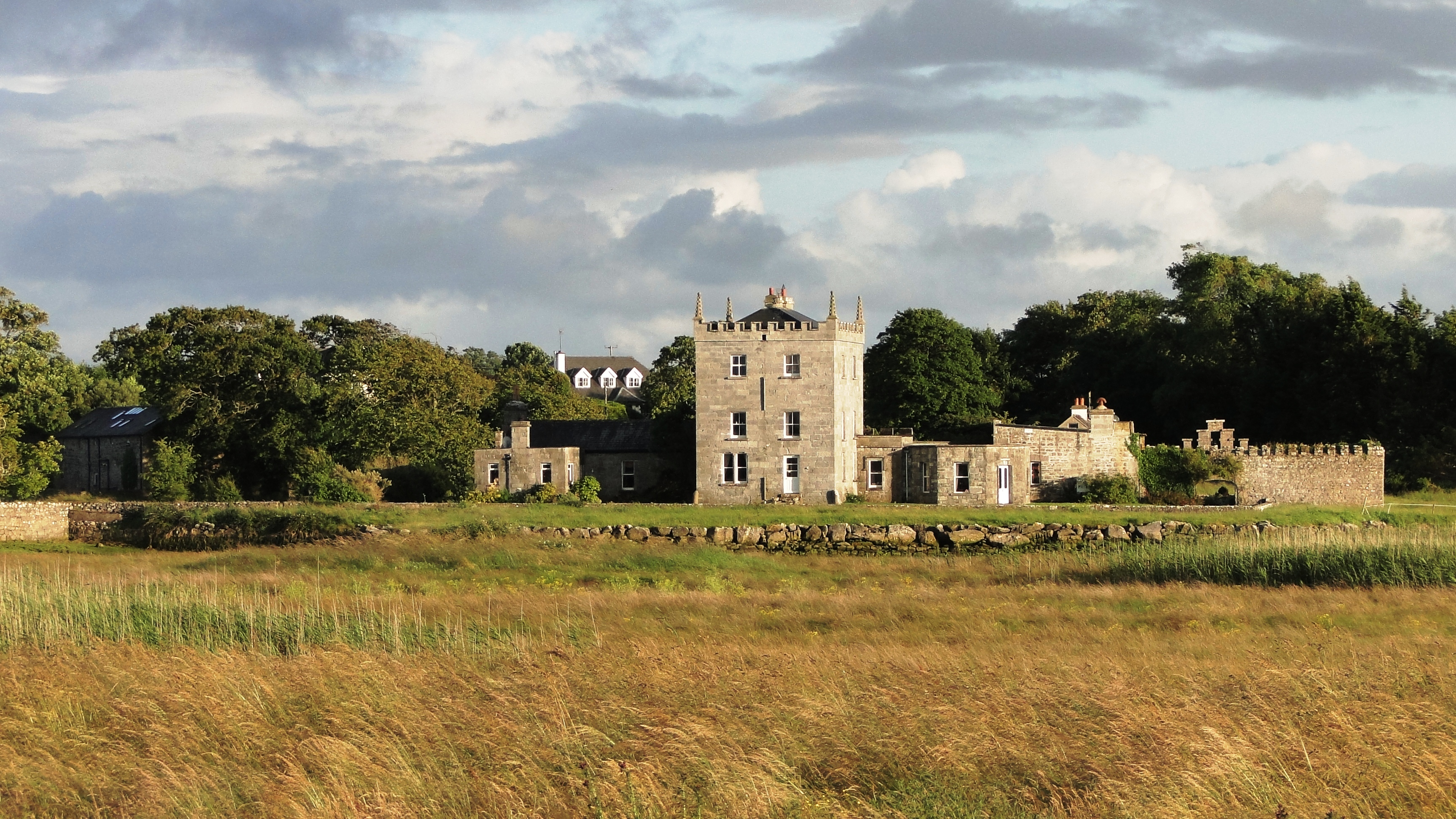
Замок Кілколган.

Замок Кілколган (англ. Kilcolgan Castle, ірл. Cill Cholgáin) — замок Кілл-Холгайн — один із замків Ірландії. Стоїть в графстві Ґолвей. Назва в перекладі з ірландської одначає «церква Холгайн». Замок стоїть біля однойменного селища Кіколган і біля гирла однойменної річки Кілколган, біля затоки Данкелін-Бей.

## Особливості архітектури
Замок збудований у стилі неоготики як заміська резиденція в 1801 році. Замок включає трьохповерхову вежу з двома відсіками. Це варіант середньовічної вежі. Дах у вигляді шатра. У будівництві використаний сланець та вапняк, вироби з чавуну. Є менші башти, додані до основного блоку. На вапняку є вирізані рельєфи, тиснені пояски, квадратні пілястри, контрфорси. Гострі віконні арки є на передній і східній вежах, з'єднаєні спереду, під різьбленими кам'яними структурами. Є арки, збудовані в стилі тюдорівської епохи, декоративно оздоблені ворота.

## Історія замку Кілколган
Замок Кілколган був побудований у 1801 році Крістофером Сент-Джорджем, що також збудував неподалік Тайрон-Хаус. Коли він відійшов від справ, він передав Тайрон-Хаус своєму синові. Замок Кілколган був побудований на місці іншого — давнього середньовічного замку ХІ століття, збудованого ірландськими кланами, нинішня вежа включає в себе елементи вежі давнього замку. Замок має багато елементів неоготики, такі як, сполучені зубці, загострені отворами і башточки. Замок був відремонтований його високо поважністю В. Н. Густавсоном фон Гіллерстам та його дочкою Каррен.
Тайрон-Хаус був побудований в 1779 році Крістофером Сент-Джорджем (1754—1826) — він походив з давньої норманської шляхетської родини, що породичалася з ірландцями. Архітектором Тайрон-Хаусу був Джон Робертс (1712—1796).